# Cimitero senza croci
Cimitero senza croci (Une corde, un Colt) è un film western del 1969, diretto, sceneggiato e interpretato da Robert Hossein.

## Trama
Caine, colpevole di aver rubato dell'oro, è inseguito e giustiziato dal ricco possidente Roger e dai suoi uomini. Maria, che aveva assistito al crudele assassinio del marito Caine, assolda Manuel, un famoso ex pistolero per la sua vendetta. Manuel escogita un piano e rapisce la figlia di Roger; quest'ultimo per riabbracciare la figlia dovrà scendere a patti con la vedova di Caine, che è pronta a tutto pur di rendere onore alla memoria del defunto marito. Il destino, alla fine, non sarà benevolo con nessuno.

## Produzione
Le riprese del film si sono svolte nel periodo 08 Gennaio 1968 
Nei titoli di coda il film viene dedicato a Sergio Leone, con la dicitura: "Robert Hossein dedica questo film all'amico Sergio Leone".

## Distribuzione
Cimitero senza croci è arrivato per la prima volta nelle sale italiane il 19 Aprile 1969; la data di uscita originale è stata 25 Gennaio 1969 (Francia). 

## Accoglienza
Cimitero senza croci è stato accolto dalla critica nel seguente modo: su Imdb il pubblico lo ha votato con 6.7 su 10